# ルーカス・ゴンサレス・アモロシーノ
ルーカス・ペドロ・ゴンサレス・アモロシーノ（Lucas Pedro González Amorosino、1985年11月2日 - ）は、アルゼンチンの元ラグビー選手。

## プロフィール
- アルゼンチン・ブエノスアイレス出身。
- ポジションはウィング(WTB)、フルバック(FB)。
- 身長 185cm、体重 88kg
- アルゼンチン代表通算キャップ数は52。
- ラグビーワールドカップ2011・ラグビーワールドカップ2015のアルゼンチン代表に選ばれた[1]。
- 7人制アルゼンチン代表に選ばれたことがある。

## 略歴
ブエノスアイレス、レスター・タイガース、モンペリエ、オヨナ、カーディフ・ブルーズ、マンスターを経て、2016年、ハグアレスに加入。 
2019年、現役を引退した。 